# Seekofel
Der Seekofel (ladinisch Sas dla Porta, italienisch Croda del Becco) ist ein 2810 m s.l.m. hoher Berg im Talschluss des Pragser Tals. Er wird zu den Pragser Dolomiten gerechnet und befindet sich an der Grenze zwischen Südtirol und der Provinz Belluno in Italien. Die Südtiroler Anteile liegen im Naturpark Fanes-Sennes-Prags.
Der Gipfel ist in einer teilweise gesicherten Bergtour, die Trittsicherheit und Schwindelfreiheit erfordert, vom Pragser Wildsee (1494 m s.l.m.) aus über die Ofenscharte (Porta Sora al Forn, 2388 m s.l.m.) zu erreichen. Südlich der Scharte liegt wenige Gehminuten entfernt die Seekofelhütte (Rifugio Biella, 2327 m s.l.m.).
Der ladinische Name des Berges Sas dla Porta oder Torberg geht auf die Sage zurück, dass an diesem Berg vom Pragser Wildsee aus einst ein Tor in die unterirdischen Teile des Fanesreiches führte.
Für die Erstbesteigung wird Viktor Wolf von Glanvell (Viktor Wolf Edler von Glanvell) gehandelt. 

## Lage
Lage innerhalb der Gebirgsgruppe, rechts innerhalb der gesamten Alpen.
| \| \|                                        |
| Lage des Seekofels in den Pragser Dolomiten. |
|                                              |

## Geschichte
Der Bergname wird als Seestain in einer Grenzbeschreibung des Landgerichts Welsberg aus dem Jahr 1501 ersturkundlich genannt.

## Bilder

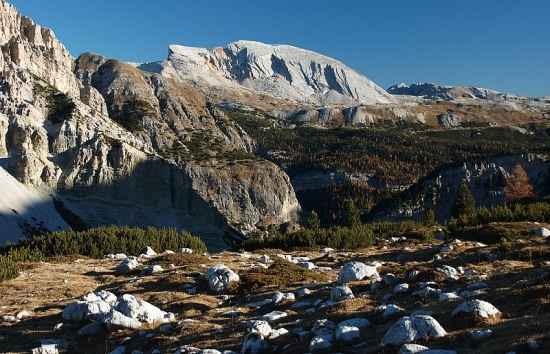
Blick über die Sennesalm zum Seekofel / Sas dla Porta
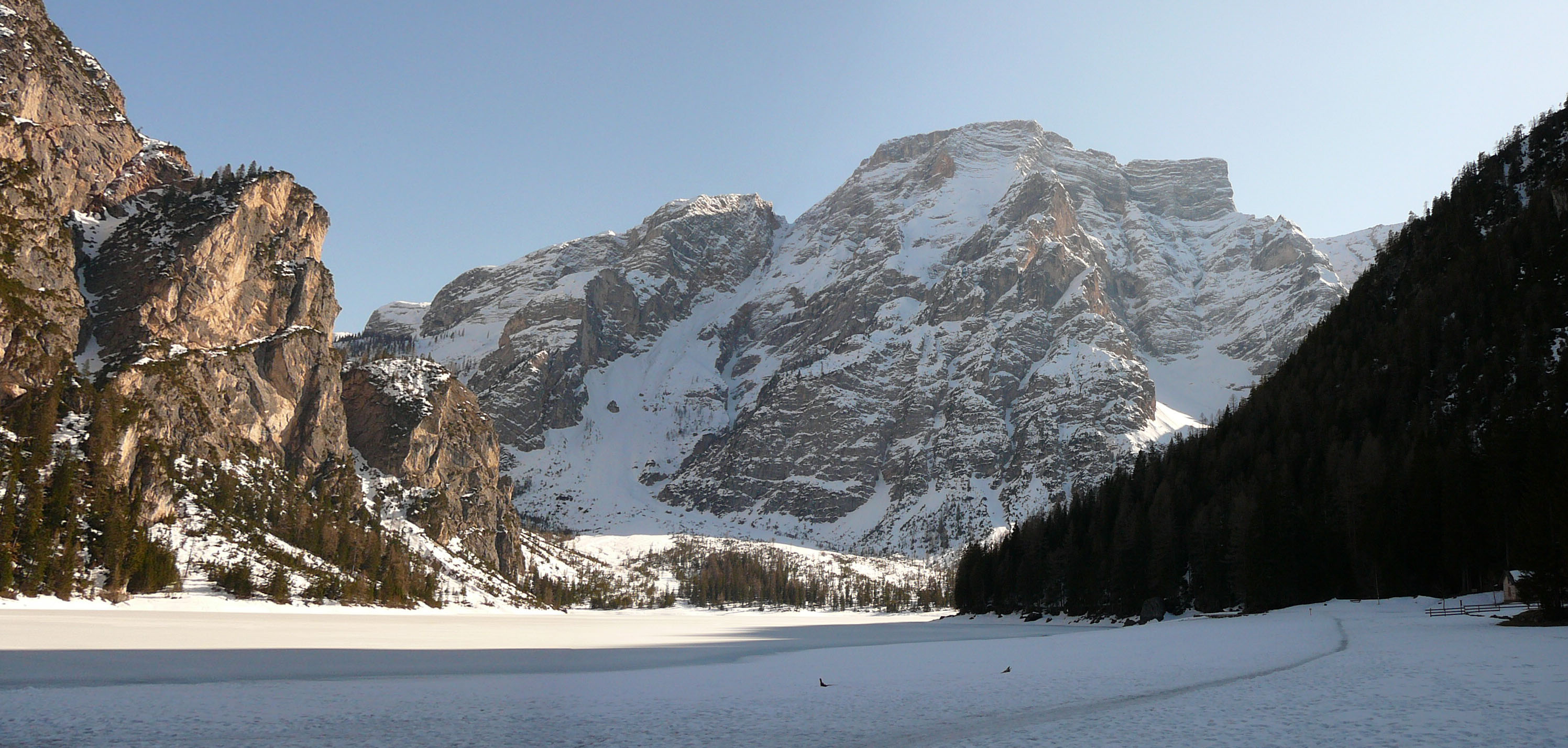
Seekofel über dem zugefrorenen Pragser Wildsee
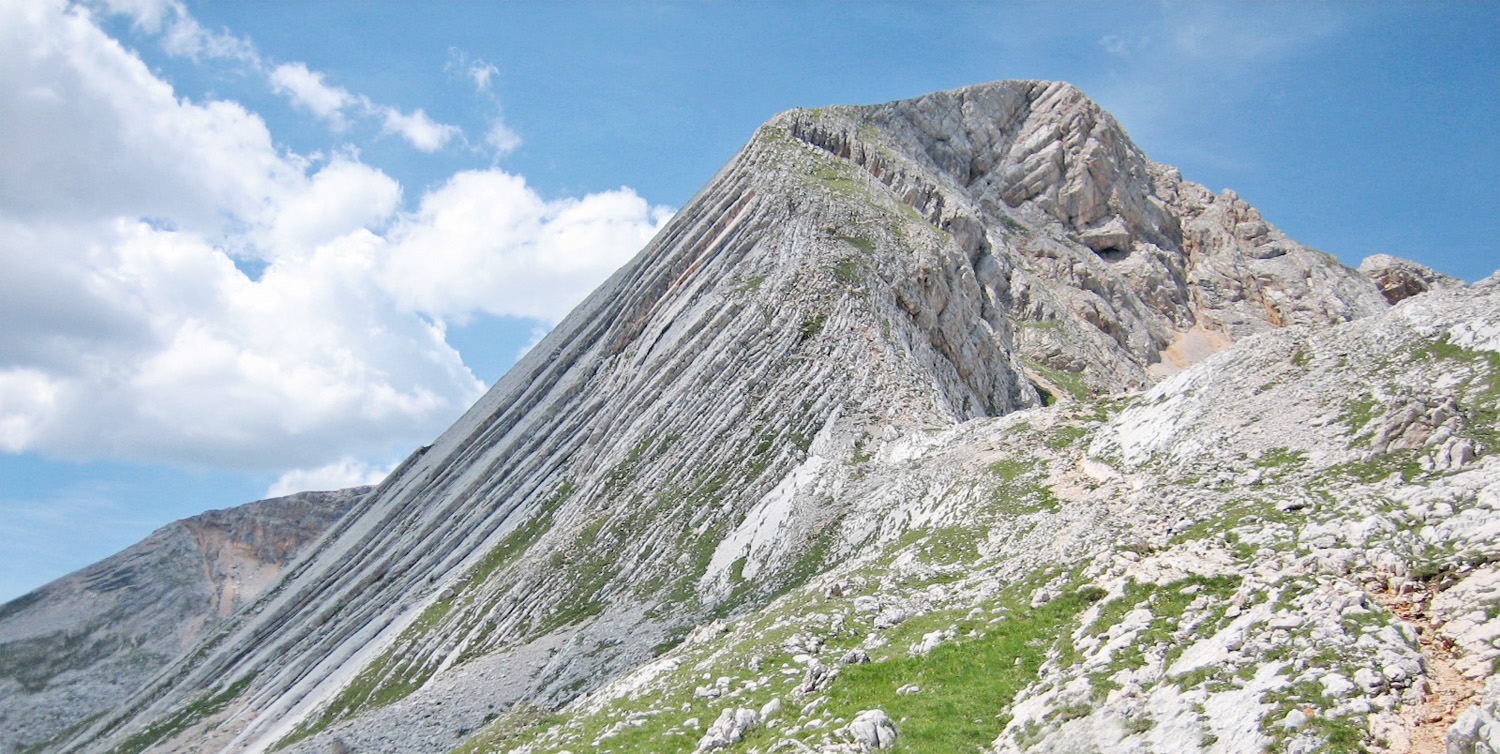
Südostgrat des Seekofel (Normalweg)